# Польська конституція 1935 року

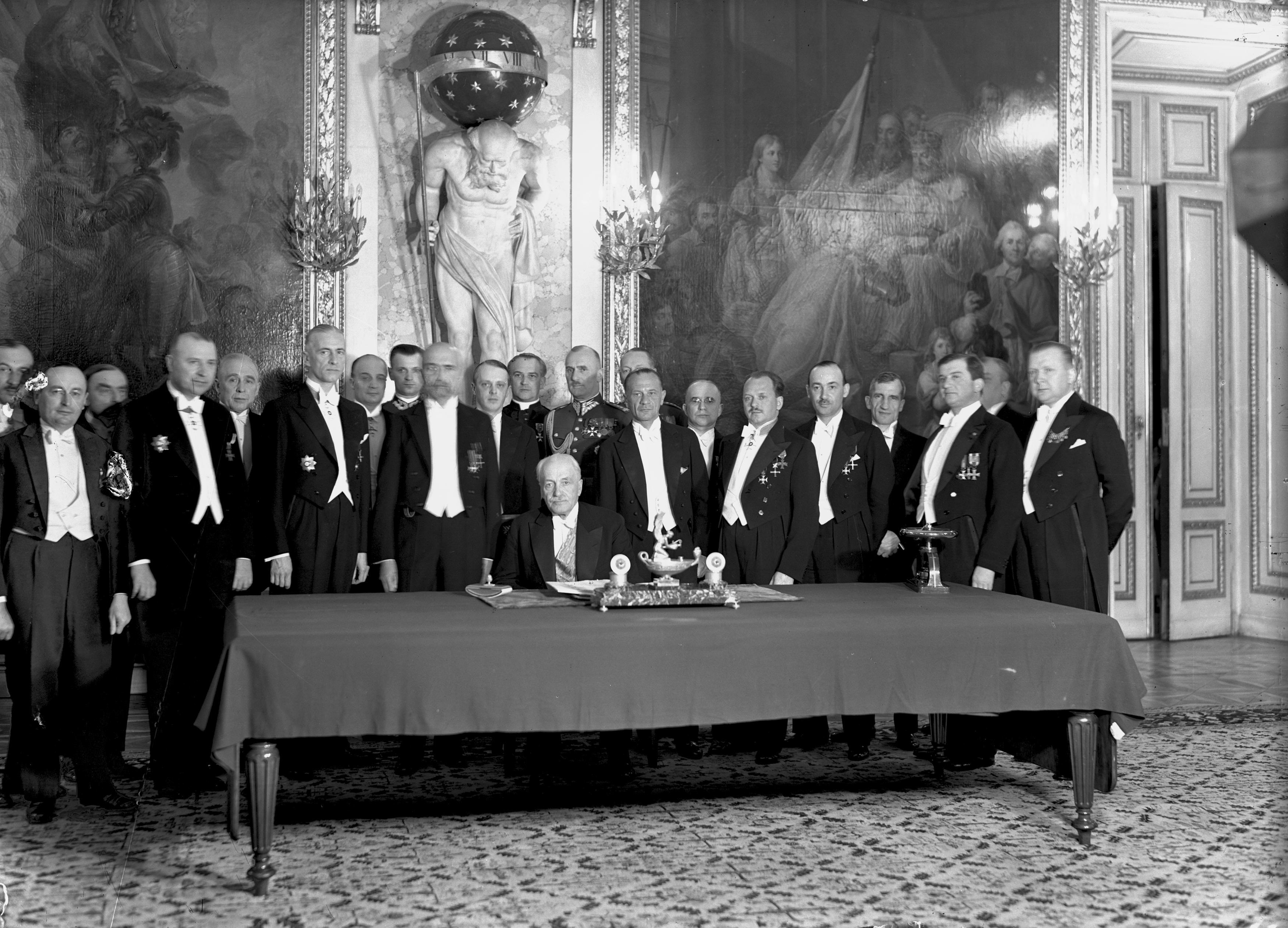

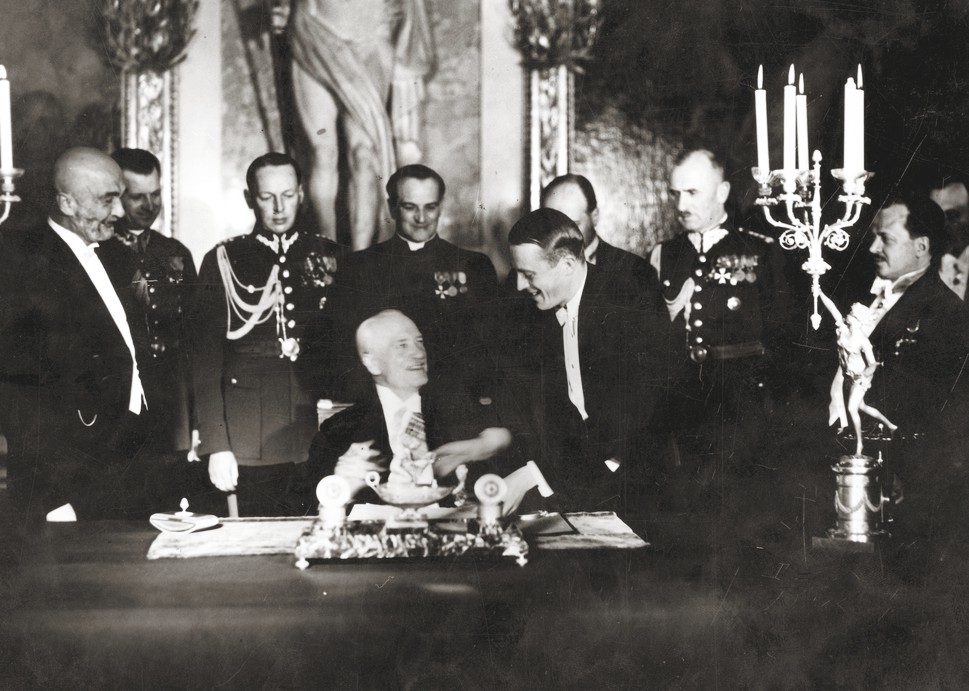
Президент Ігнацій Мосцицький підписує квітневу конституцію 23 квітня 1935

Польська конституція 1935 року або Квітнева Конституція (пол. Ustawa konstytucyjna 23 kwietnia 1935 або Konstytucja kwietniowa) — Конституція 1935 р., що встановлювала в Польщі президентську форму правління. Прийнята сенатом 16 січня 1935 року, підписана президентом 23 квітня 1935 року.
Президент зосереджував у своїх руках єдину і неподільну державну владу, йому підпорядковувались уряд, парламент, збройні сили, суди й контрольні органи. Обрання президента відбувалося на спеціальних Зборах виборців (електорів), які складалися з 80 осіб, що до них належали п'ять найвищих посадових осіб держави, а також 50 виборців, обраних з-поміж послів сейму, і 25 — від сенату. Президент мав право запропонувати свого кандидата на найвищу посаду Термін його правління був сім років.
Одночасно Конституція обмежувала права сейму та сенату, з тим, що сенат був піднесений вище сейму. Сейм (208 послів) і сенат (96 сенаторів) обиралися на п'ять років прямим, таємним, рівним голосуванням осіб, які досягли 24 років. Окремо зазначалося, що сейм не бере участі в управлінні державою, а лише приймає закони, які вступають у дію тільки після їхнього підпису президентом. У червні 1935 р. був схвалений виборчий закон, який скасував пропорційну систему виборів і замінив її мажоритарною, надаючи при цьому виключні права окружним зборам, які підпорядковувалися місцевій адміністрації. Сенат на третину складався з сенаторів, яких призначав президент, а на дві третини — з обраних кандидатів.
| Прапор Польщі | Це незавершена стаття про Польщу. Ви можете допомогти проєкту, виправивши або дописавши її. |